# Hollow Brook (Neversink Reservoir)
Hollow Brook – rzeka w stanie Nowy Jork, w hrabstwie Sullivan, uchodząca do Neversink Reservoir. Zarówno długość cieku, jak i powierzchnia zlewni nie zostały oszacowane przez USGS